# Alex O'Loughlin
Alex O'Loughlin (* 24. srpna 1976 Canberra, Austrálie) je herec australského původu.
Zfilmoval hlavní roli v televizním seriálu Hawaii Five-0 (Havaj 5-0). Je známý z filmů Oyster Farmer (2004) a The Back-up Plan (Záložní Plán) (2010) a z televizních sérií Moonlight (Za svitu měsíce) (2008) či Three Rivers (Transplantační Jednotka) (2009).

## Životopis

### Mládí
Alex O'Loughlin se narodil 24. srpna 1976 v Canbeře (Austrálie). Jeho rodina je irského a skotského původu. Otec byl učitel fyziky a astronomie v Sydney a jeho matka zdravotní sestra. Když mu byli dva roky, jeho rodiče se rozvedli. Má o rok mladší sestru Jennifer.
Alex trpěl astmatem, poruchou pozornosti a hyperaktivitou a také obsedantně kompulzivní poruchou. Z tohoto důvodu měl ve škole problémy a proto ji opustil předčasně již ve 14 letech. Jako teenager začal hrát v menších divadlech v Sydney. V roce 1999 se v Sydney zapsal na Národním institut dramatických umění (NIDA). Po třech letech zde získal bakalářský titul.

### Kariéra
Po absolvování studia se začal objevovat v australských reklamách a krátkých filmech.
Fakticky tedy jeho filmová kariéra začíná v roce 2004, kdy přijal svou první hlavní roli ve filmu Oyster Farmer. Později se objevil ve filmech Man Thing a Feed. V roce 2005 získal hlavní roli v australské minisérii The Incredible Journey of Mary Bryant, za kterou byl nominován na Australian Film Institute Awards jako nejlepší herec v hlavní roli. V roce 2006, byl nominován na Logie Awards jako nejlepší herec v dramatickém seriálu. O rok později si zahrál v seriálu The Shield (Policejní odznak) jako detektiv Kevin Hiatt. Z tohoto seriálu odešel poté, co v roce 2007 vyhrál hlavní roli v seriálu televize CBS Moonlight (Za svitu měsíce), jako soukromý detektiv a upír Mick St. John. Seriál byl ovšem neúspěšný a tak se nepokračovalo v natáčení další série. V roce 2009 získal další hlavní roli v dalším seriálu CBS - Three Rivers (Transplantační Jednotka), ovšem ten byl také brzy vyškrtnutý z programu. V tomto roce se také objevil v jedné epizodě seriálu Criminal Minds (Myšlenky zločince). Na začátku roku 2010 se objevil na filmovém plátně s Jennifer Lopez v romantické komedii Back-up Plan (Záložní Plán).
V současné době (od roku 2010) hraje hlavní roli v dalším pořadu CBS - tentokrát v akčním seriálu Hawaii Five-0' (Havaj 5-0), kde hraje postavu velitele Steva McGarretta. Tento seriál byl nominován na People's Choice Awards jako nejoblíbenější nové televizní drama a tuto cenu vyhrál. Kromě toho byl O'Loughlin několikrát na People's Choice Awards nominován jako nejoblíbenější herec v kriminálním seriálu. Od září 2016 se natáčí již sedmá série tohoto seriálu.

## Soukromý život
Alex O'Loughlin má syna Saxona s bývalou přítelkyní, se kterou od doby Saxonova narození nežije. Později do roku 2009 byla jeho přítelkyní australská herečka a zpěvačka Holly Vallance. Jeho současnou přítelkyní je Malia Jones, se kterou má syna Liona a se kterou se 18. dubna 2014 oženil na Havaji, kde kvůli natáčení seriálu Hawaii Five-0 v současnosti žije. Mimo jiné je také ambasadorem neziskové aliance Donate Life America.

## Filmografie

### Filmy
| Rok  | Název                           | Role           |
| ---- | ------------------------------- | -------------- |
| 2004 | Oyster Farmer                   | Jack Flange    |
| 2005 | Man Thing                       | Eric Fraser    |
| 2005 | Feed                            | Michael Carter |
| 2006 | The Holiday                     | Kissing Couple |
| 2007 | The Invisible                   | Marcus Bohem   |
| 2007 | August Rush                     | Marshall       |
| 2009 | Whiteout                        | Russell Haden  |
| 2010 | The Back-up Plan (Záložní Plán) | Stan           |

### Televize
| Rok         | Název                                  | Role               |
| ----------- | -------------------------------------- | ------------------ |
| 2003        | White Collar Blue                      | Ian Mack           |
| 2004        | Love Bytes                             | Dave               |
| 2004        | Black Jack: Sweet Science              | Luke Anderson      |
| 2005        | Mary Bryant                            | Will Bryant        |
| 2007        | The Shield (Policejní odznak)          | Kevin Hiatt        |
| 2007 – 2008 | Moonlight (Za svitu měsíce)            | Mick St. John      |
| 2009        | Criminal Minds (Myšlenky zločince)     | Vincent Rowlings   |
| 2009 – 2010 | Three Rivers (Transplantační jednotka) | Dr. Andy Yablonski |
| 2010 – 2020 | Hawaii Five-0                          | Steve McGarrett    |

## Zajímavosti
- Po Pierci Brosnanovi byl Alex O'Loughlin jedním z kandidátů na roli Jamese Bonda, tu však získal Daniel Craig.
- Než se stal hercem, pracoval jako instalatér.
- Po premiéře seriálu Hawaii Five-0 byl O'Loughlin na žebříčku Buddy TV o nejvíce sexy muže zařazen v roce 2010 na druhé místo a v roce 2011 na deváté místo.
- Na začátku roku 2012 musel Alex přerušit natáčení seriálu Hawaii Five-0 kvůli léčbě závislosti na léky na bolest, které měl předepsané na zranění ramene.